# Vargem Grande
Vargem Grande és un barri de la Zona Oest del municipi de Rio de Janeiro, al Brasil. El punt culminant del municipi, el Pico da Pedra Blanca, es localitza en el seu límit amb el barri de Jacarepaguá.
Limita amb els barris Recreio dos Bandeirantes, Vargem Pequena, Camorim, Jacarepaguá, a més de Senador Camará, Guaratiba i Campo Grande; sent aquests tres últims barris citats separats pel maciço de la Pedra Blanca.
El seu índex de desenvolupament humà, l'any 2000, era de 0,746, el 116 entre 126 regions analitzades en el municipi de Rio.

## Història

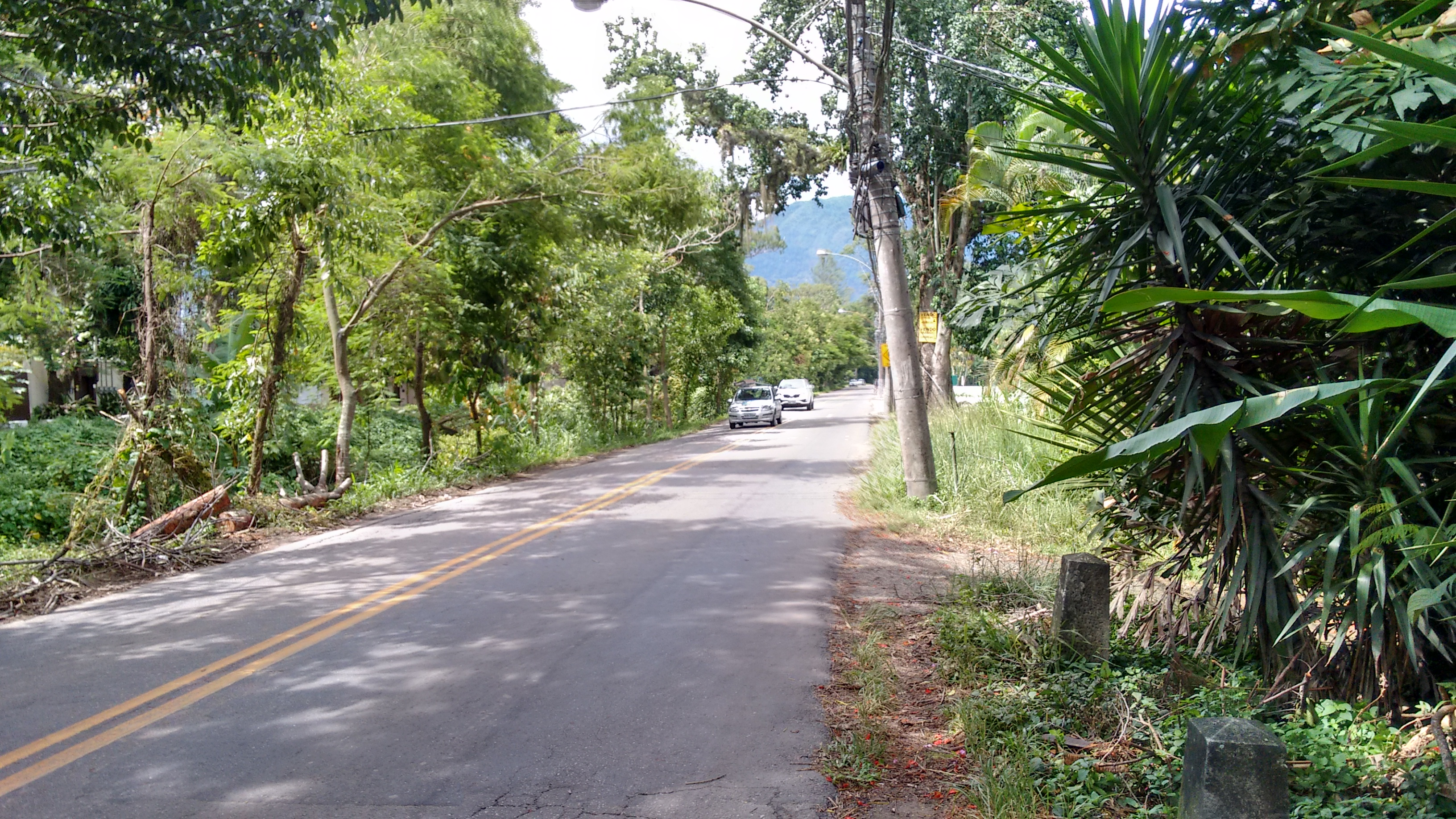
Estrada do Rio Morto

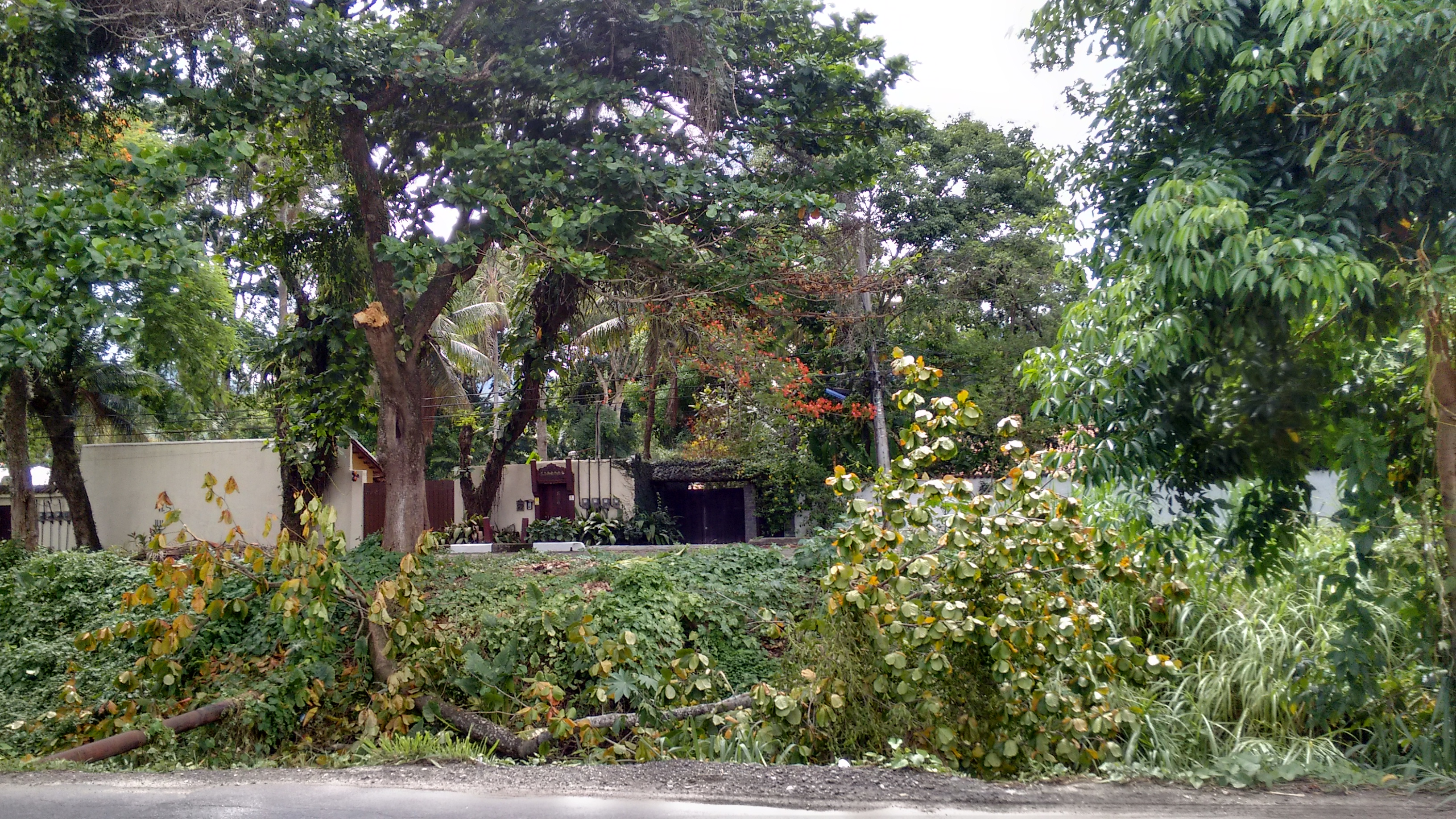
Paisatge de Vargem Grande

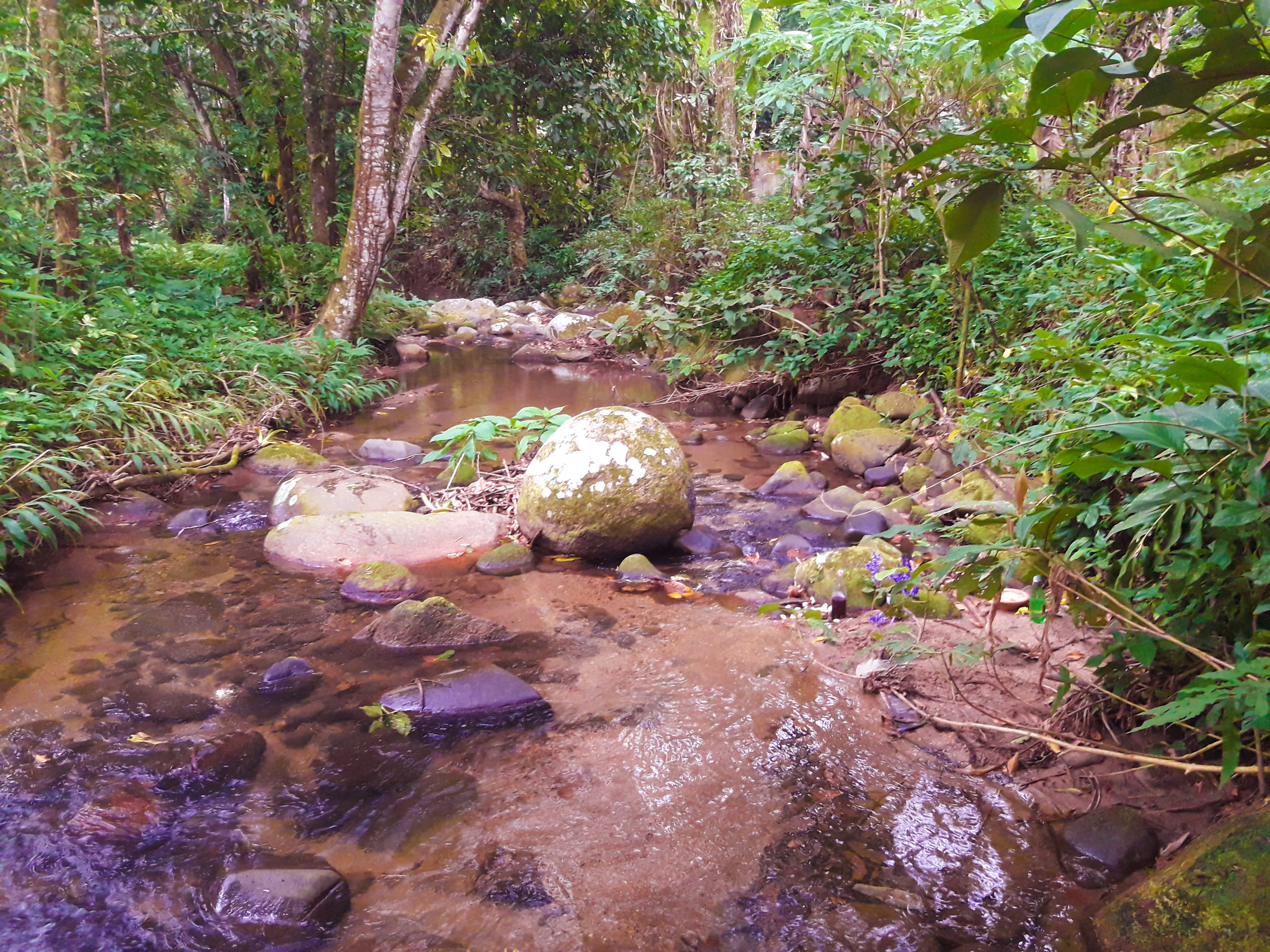
Cascada a Vargem Grande. Localment coneguda com "Poço Dantas". Foto de Gabriel Vidal G.

Les terres de Vargem Grande pertanyien a la sesmaria de Gonçalo Correia de Sá, la filla del qual, Victòria, quan va morir, va donar l'extensa propietat als Monjos Benedictins. Frei Lourenço da Expectação Valadares va crear, el segle xviii, la hisenda Vargem Grande, a l'antiga Carretera de Guaratiba. Les seves ruïnes encara existeixen en el Sítio das Pedras, número 10.636, actual Estrada dos Bandeirantes.
Inicialment, va prevaler en la zona la cultura de canya de sucre i, després, el cicle del cafè. El 1891, els Benedictins van vendre tot el seu latifundi a la Companyia Engenho Central de Jacarepaguá, i després va passar al Banc de Crédito Móvel, i, e 1936, a l'Empresa Saneadora Territorial Agrícola.
La pavimentació de la carretera de Guaratiba, actual Bandeirantes, sumada a l'ampliació del camí sinuós de la Grota Profunda, va facilitar l'accés a la regió. Es van realitzar obres de sanejament en els extensos aiguamolls de Sernambetiba, destacant l'obertura del Canal de Sernambetiba, que va captar les aigües dels rius Paineiras, Mort, Portão, Cascalho i Bonito.
La imatge d'un barri rural, connectat a la naturalesa, amb el bell paisatge forestal del Maciço de la Pedra Blanca al fons, va transformar la zona en un pol d'ecoturisme. Camins rústics, passejos a cavall, conreu de plantes ornamentals, a més d'un Pol Gastronòmic amb restaurants variats.
El Water Planet, inaugurat el 1998, és el parc aquàtic més gran d'Amèrica del Sud, amb més de 30 atraccions diferents en 400.000 m² de superfície.
Gran part del barri és cobert pel Parque Estadual da Pedra Branca, que amb les seves 12.500 hectàrees, és considerat el més gran bosc urbà del món. Destaca el Morro de Santa Bàrbara (857 metres), el Pico da Pedra Blanca (1.025 metres), punt culminant del municipi, la Serra do Rio da Prata (amb Campo Grande), els Morros del Cabungui, dels Caboclos, Toca Grande, Toca Pequena, Pico del Morgado, amb altituds entre 500 i 1000 metres. El seu accés és per les carreteres del Morgado, Pacuí, Cabongui, de la Mucuíba i del Sacarrão, d'on parteixen camins en direcció a les valls del Sacarrão, Cafundá i del Gunzá.
Destaca també el Ninho do Urubu, Haras Pégasus, el temple de la Societat Budista Tibetana Karma Teksum Chokorling i la seu de la RecordTV Rio, on queda el departament de periodisme i també els estudis per a enregistraments de telenovel·les, en 73.000 m² de superfície i la indústria d'aliments Betterfood instal·lada en una superfície de 14.000 m².
El barri és un dels que més creixen actualment en la ciutat de Rio, havent passat de 9.306 habitants, el 2000, a 14.039, el 2010. És també un dels que tenen més zones verdes a Rio.

## LaFira de la Roça de Vargem Grande
És la primera fira de carrer en el barri creada amb la idea que els agricultors venguin la seva producció localment sense desplaçar-se grans distàncies. La fira, en procés de consolidació, intenta atreure els agricultors del Maciço da Pedra Blanca, Productors d'artesania i d'aliments orgànics experimenten conquerir un espai de vendes en el barri. La fira va venir a afegir la iniciativa dels agricultors associats a la AgroVargem.